# NGC 2628
NGC 2628 (również PGC 24381 lub UGC 4519) – galaktyka spiralna (Sc), znajdująca się w gwiazdozbiorze Raka. Odkrył ją William Herschel 16 listopada 1784 roku.